# カカシュトラ
カカシュトラ（Cacaxtla）は、メキシコのトラスカラ州にある先コロンブス期の遺跡。遺跡としての規模はあまり大きくないが、壁画によって知られる。古典期後期のプエブラ盆地（メキシコ高原南東部）の中心都市だった。

## 遺跡
7世紀にテオティワカンが崩壊した後、中央メキシコでは大きな人口の移動が起きた。この時期（西暦650-900年ごろ）に発達した都市にはショチカルコ、カカシュトラ、テオテナンゴなどがあった。この時代には権力の空白により小さな都市どうしが戦乱にあけくれていた。これらの都市はいずれも要塞都市であり、彫刻や壁画のテーマは戦争や犠牲を主にしている。
カカシュトラはプエブラ＝トラスカラ盆地の斜面に位置する。少なくとも9つの堀があり、また城壁によって守られた要塞都市だった。最盛期には1万人ほどの人口があった。
この遺跡を有名にしているのは彩色された壁画である。22メートルの幅をもつ「戦闘の壁画」(Mural de la Batalla)が中でも有名である。金星の神殿、赤い神殿、建造物Aにも壁画が見られる。
壁画には水生生物や羽根がはえた、あるいはジャガーの皮をもつ蛇などの動物が描かれる。人物としては中央メキシコ高地の人間とマヤ人の2種類が区別され、前者はジャガーと、後者は鳥（おそらくトラロックとケツァルコアトル）が付随する。

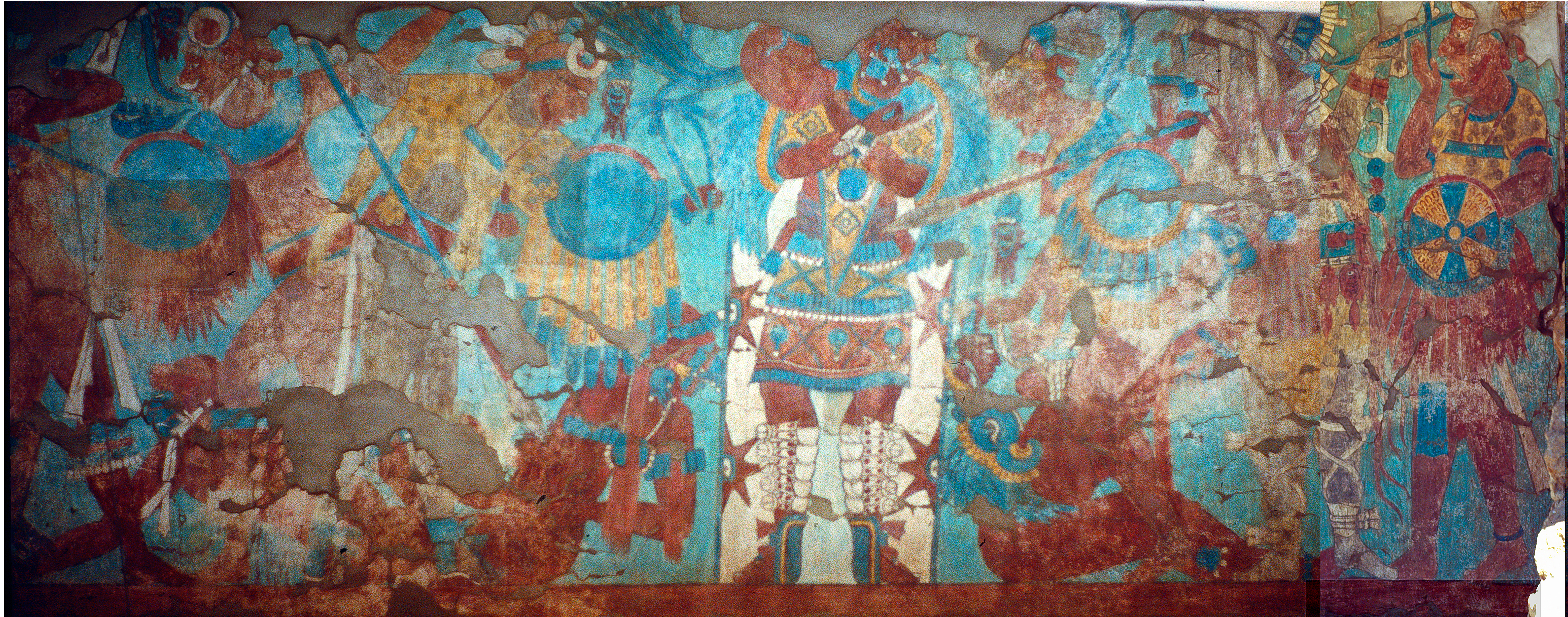
戦闘の壁画
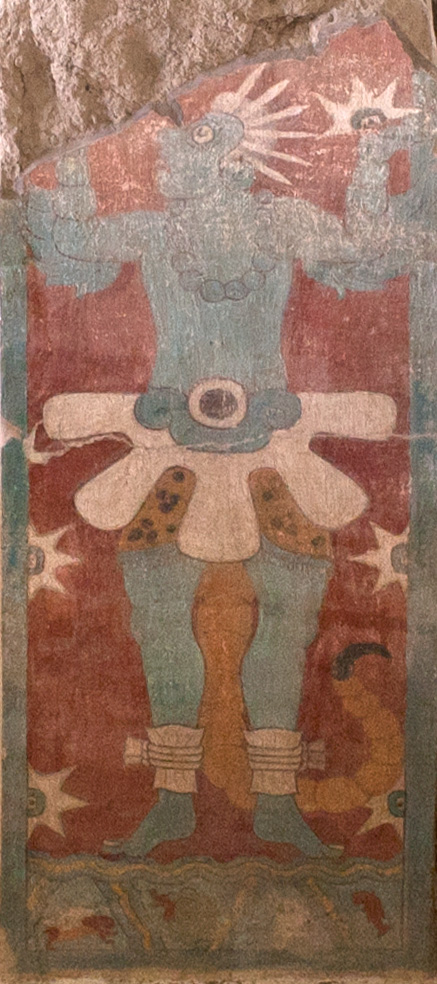
金星の神殿の人物
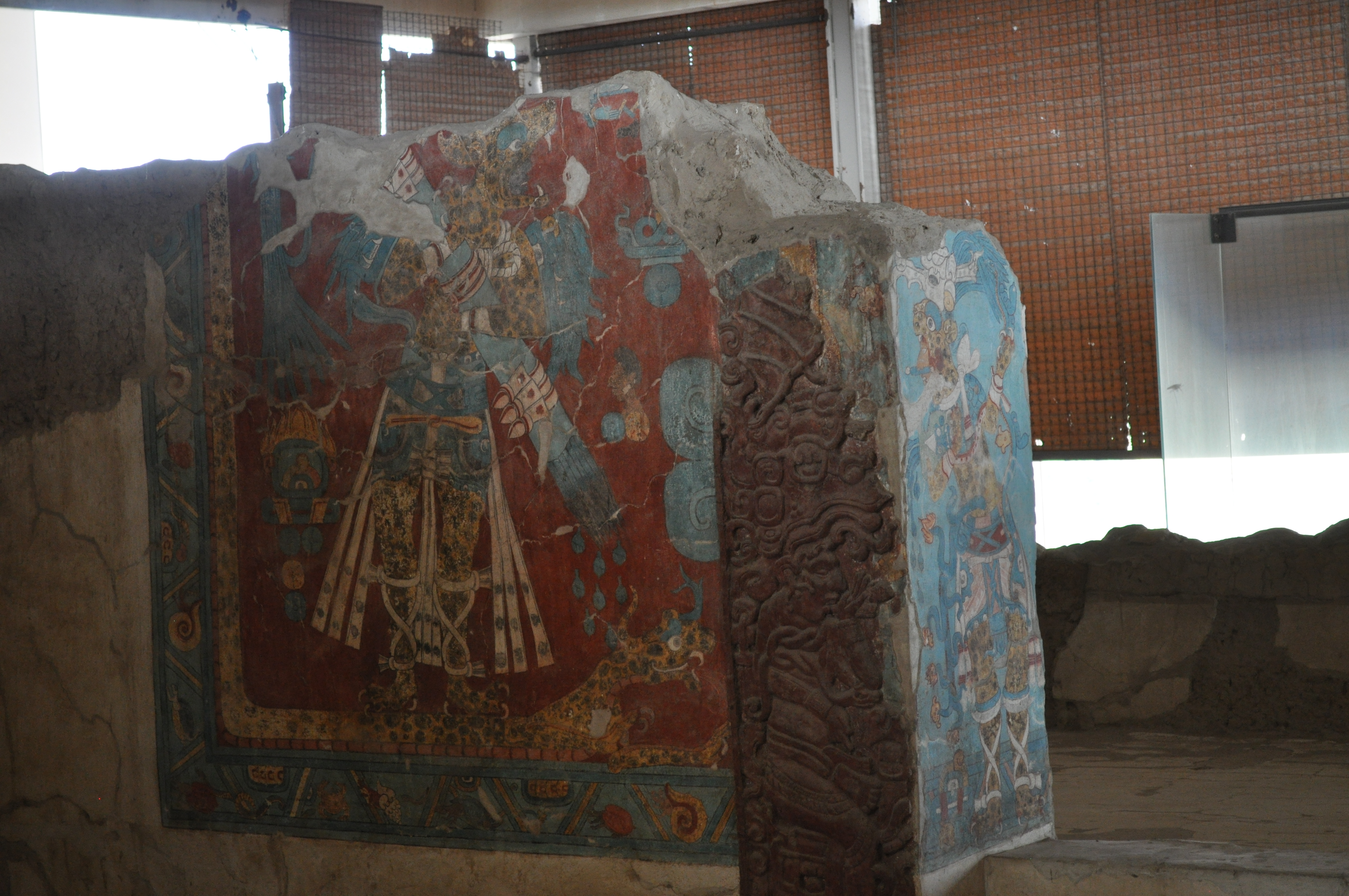
建造物A、ジャガーの人物
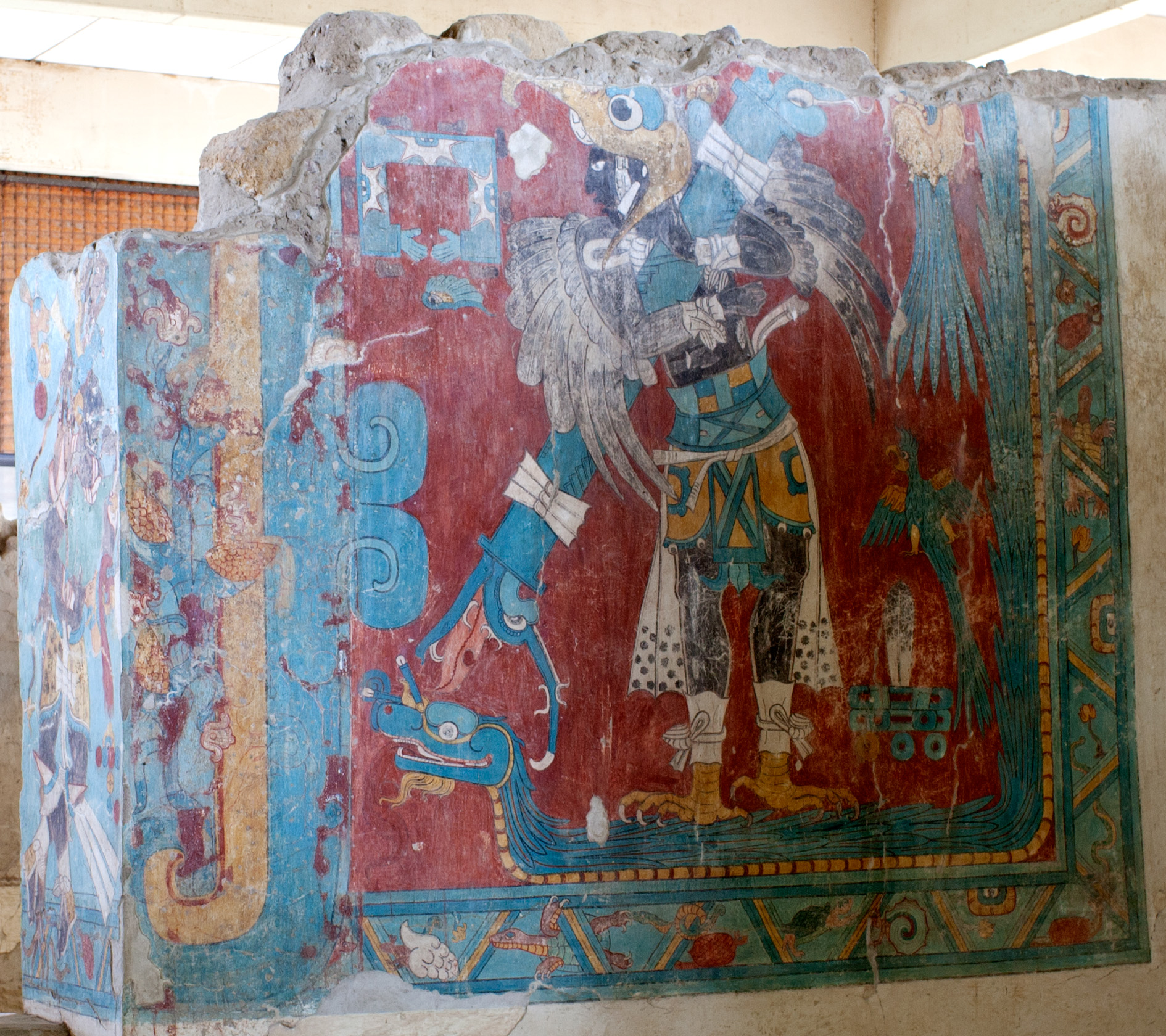
建造物A、鳥の人物

## 歴史
絵文書『トルテカ・チチメカ史』には、オルメカ＝シカランカ人が8世紀にチョルーラを征服したが、12世紀にナワ語群の言語を話すチチメカによって滅ぼされたと記す。ペドロ・アルミヤスは1943年にカカシュトラがオルメカ＝シカランカ人の中心都市であったという説を述べた。後のカカシュトラの発掘はアルミヤスの説を裏付けるものだった。
リンダ・シーリーとピーター・マシューズによると、メキシコ湾岸地域から移動してきたオルメカ＝シカランカ人によってマヤの図像が中央メキシコ地域にもたらされた。そのためにカカシュトラやショチカルコの遺物にマヤの影響が見られる。

## 調査
カカシュトラの存在は16世紀にはすでに知られていた。1946年にスペインの考古学者ペドロ・アルミヤスがカカシュトラとその西隣のショチテカトル（先古典期の遺跡）を調査した。
1975年に農民が壁画を発見して報告し、その後に壁画を含む建物を保護するための発掘が行われた。
壁画を保護するために現在は巨大な屋根で覆われている。